# Carlos Romero Barceló
Carlos Antonio Romero Barceló (San Juan, 4 de septiembre de 1932-Ib., 2 de mayo de 2021) fue un abogado y político puertorriqueño, el quinto gobernador del Estado Libre Asociado de Puerto Rico electo democráticamente de 1977 a 1985 y el primero en ser luego comisionado residente, de 1993 al 2001. Fue miembro del Partido Nuevo Progresista que aboga por la admisión de Puerto Rico a los Estados Unidos como estado federado.

## Educación
Romero cursó estudios en la Academia Perpetuo Socorro, en Miramar. Luego se traslada al Condado (Santurce) donde estudió en Colegio Saint Johns. Se trasladó a Estados Unidos iniciando sus intermedios en la Phillips Exeter Academy, en el estado de Nuevo Hampshire, de la cual se graduó en 1949. Luego obtuvo un bachillerato en Ciencias Políticas de la Universidad de Yale en 1953. En ese mismo año, contrajo nupcias con Joan Dest, una joven norteamericana, de cuyo matrimonio nacieron dos hijos varones, Carlos y Andrés. De regreso a Puerto Rico comenzó estudios en Leyes en la Universidad de Puerto Rico, recinto de Río Piedras, graduándose en 1956. Instaló su oficina en San Juan.
Se divorció el 2 de enero de 1966 y contrajo nuevas nupcias con Kathleen Rose Donnelly, nacida en Baldwin, Long Island, Nueva York. De esa unión nacieron sus otros dos hijos Juan Carlos y Melinda Kathleen.

## Carrera política
Carlos Romero Barceló comenzó su carrera política en 1965, siendo entonces miembro del Partido Estadista Republicano, único partido que en ese entonces respaldaba la Estadidad para Puerto Rico. En 1967, después de que el Partido Estadista Republicano decidiera no participar en el plebiscito, se unió a Luis Ferré y muchos otros Estadistas en la fundación del grupo "Estadistas Unidos," que defendió la Estadidad en el plebiscito.

### Alcalde (1969-1977)
Fue fundador del Partido Nuevo Progresista en 1967 y ganó la Alcaldía de San Juan en 1968, convirtiéndose en el primer alcalde electo por el pueblo de San Juan en varias décadas (el alcalde de San Juan fue nombrado por la Junta de Comisionados por varias décadas, no electo; pero a principios del siglo XX dicho puesto era electivo). En 1972 fue reelecto y se mantuvo en el puesto hasta 1977. En 1976 fue elegido gobernador de Puerto Rico cuando derrotó al entonces gobernador Rafael Hernández Colón. Algunos de sus muchos logros como alcalde fueron la creación del Coliseo Roberto Clemente, el proyecto de Ciudad Modelo y el Colegio Universitario de San Juan, primera institución de educación desarrollada por un gobierno municipal de Puerto Rico.

### Gobernador (1977-1985)
A partir de la derrota electoral del PNP a la gobernación en el 1972, el alcalde de San Juan, Carlos Romero Barceló, se hizo cargo de la reorganización del Partido Nuevo Progresista. Fue nominado como candidato a gobernador para las elecciones de 1976. El 2 de noviembre de 1976 fue elegido gobernador, derrotando al incumbente Rafael Hernández Colón.
El gobernador Romero Barceló llevó a cabo reformas económicas en la isla, las cuales se centraron en explotar su potencial turístico. Romero tuvo grandes aciertos en el manejo del presupuesto y la disciplina fiscal durante un periodo de recesión y poco crecimiento económico. En 1980 fue reelecto gobernador por un margen de 3.037 votos sobre el exgobernador Hernández Colón. 
Estas elecciones fueron las más reñidas en la historia de Puerto Rico hasta entonces, lo que obligó a la realización de un recuento, papeleta a papeleta, que duró hasta el 23 de diciembre de 1980. A pesar de que el PNP logró revalidar en la elección del Gobernador y el comisionado residente, el PPD obtuvo mayoría de 15-12 en el Senado, y de 26-25 en la Cámara de Representantes.
En su segundo término, la economía sufrió una recesión severa en 1982, la cual aumentó el desempleo a 23 %. En este cuatrienio el gobernador Romero Barceló tuvo problemas políticos que finalmente le causaron perder las elecciones de 1984. Un sector del electorado de su partido, molesto por la casi derrota de 1980, estaba buscando un nuevo candidato para el 1984. Ese grupo identificó al alcalde de San Juan, Hernán Padilla como el candidato idóneo para retar al gobernador Romero en unas primarias internas del PNP. Sin embargo, la manera en que se manejó el tema de la nominación del PNP a la gobernación para 1984, causó una seria división en el PNP. Como resultado de la pugna entre Carlos Romero Barceló y Hernán Padilla, posiblemente aumentada por la participación de terceros en ambos bandos que solo buscaban sus propios intereses, Padilla tomó la decisión de abandonar el PNP y fundar el Partido de Renovación Puertorriqueña.
La noche de las elecciones de 1984, cuando un periodista le preguntó a Carlos Romero Barceló cómo se sentía luego de la derrota, éste dio una respuesta que todavía se recuerda. Romero Barceló le dijo: «¿Qué derrota?, ¿Derrota de qué?, ¿Una pérdida electoral?». Aunque de primera intención parecería que no estaba aceptando el resultado electoral, no era así. Romero Barceló simplemente explicó que él, aunque aceptaba que el resultado electoral no fue favorable, no se sentía derrotado. Para Carlos Romero Barceló, una persona derrotada es aquella que ante la adversidad pierde el deseo de seguir luchando por aquello en lo que cree. En 1985 renunció a la presidencia del Partido Nuevo Progresista y en 1986 fue seleccionado para llenar una vacante en el Senado de Puerto Rico. En 1988 aspiró sin éxito a presidir la filial puertorriqueña del Partido Demócrata Nacional (de los Estados Unidos). Además, anunció su candidatura a la gobernación, retando a primarias al entonces presidente del PNP, Baltasar Corrada del Río. Un mes antes de la primaria, anunció su retiro de la contienda.
Parte de sus logros como gobernador fue la creación del Túnel Minillas, el Centro de Bellas Artes Luis A. Ferré y la Administración de Asuntos Federales de Puerto Rico o PRFAA (por sus siglas en inglés).

### Comisionado residente
En 1989, después de la derrota del PNP en las elecciones de 1988, fue seleccionado nuevamente como presidente del PNP y acudió al Congreso de los Estados Unidos junto a los presidentes de los otros partidos, Rafael Hernández Colón (PPD) y Rubén Berríos (PIP), para exigir que se aprobara un plebiscito autoejecutable sobre el estatus político de Puerto Rico. Ese proceso no fue exitoso porque los elementos inmovilistas en Puerto Rico sabotearon el proceso cuando se hizo claro que la Estadidad sería favorecida. Durante el verano de 1991, a petición del liderato del PNP, cedió la presidencia del partido a Pedro Rosselló, una figura que representaba una renovación en el PNP y que había aspirado a comisionado residente en 1988 (aunque no fue elegido, fue el candidato del PNP que más votos obtuvo en 1988). En las elecciones de 1992, Romero anunció su intención de aspirar al puesto de comisionado residente de Puerto Rico e impuso su candidatura a pesar de que el presidente del PNP, Pedro Rosselló, favorecía a otra persona. El Partido Nuevo Progresista obtuvo un triunfo arrollador en las elecciones de 1992 y Carlos Romero Barceló fue elegido comisionado residente. Fue reelecto a este puesto en 1996. Durante su término, continuó abogando por la igualdad de los puertorriqueños como ciudadanos de los Estados Unidos. Luchó por la aprobación del Proyecto Young, que abogaba por un plebiscito avalado por el Congreso para resolver el estatus de la isla. Romero Barceló siempre estuvo en contra de que a las empresas multimillonarias se les dieran exenciones contributivas sin requerirle que crearan empleos.  Por eso, cuando en 1993 el presidente Bill Clinton abogó por la eliminación del "Corporate Welfare"/"Mantengo Corporativo," Romero Barceló se expresó a favor, lo que lo colocó en conflicto con el gobernador de su propio partido, Pedro Rosselló.  En 1995, habiendo una amplia mayoría bipartita en el Congreso de los Estados Unidos y con el respaldo del presidente Clinton, se aprobó la eliminación de la sección 936 en un término de 10 años. A pesar de las predicciones de un desempleo masivo si se eliminaba la sección 936 no se llegó a materializar tal y como lo expresaban los que favorecían mantener la sección 936, los mismos que favorecen que no suceda nada en el debate del estatus político de Puerto Rico.
En las elecciones de 2000 fue derrotado por Aníbal Acevedo Vilá, a quien más tarde el Departamento de Justicia Federal acusó de violaciones a leyes electorales federales. 
En 2003, cuando Pedro Rosselló anunció su candidatura para la gobernación en 2004, Romero Barceló aspiró nuevamente a comisionado residente, pero fue derrotado en las primarias internas del PNP por Luis Fortuño. Carlos Romero Barceló se mantuvo activo en la política, a pesar de que ya había cumplido los 80 años.  Su meta principal era obtener la Igualdad Política para los puertorriqueños como ciudadanos de los Estados Unidos.  Después del plebiscito de 2012, en que la Estadidad obtuvo el 61% de los votos entre las opciones no coloniales y no territoriales, sus esfuerzos ayudaron al comisionado residente Pedro Pierluisi a obtener que se radicara en el Senado de los Estados Unidos un proyecto para la admisión de Puerto Rico como el estado 51, similar al radicado en la Cámara de Representantes federal.

## Caso del Cerro Maravilla
El 25 de julio de 1978, dos personas a favor de la independencia de Puerto Rico murieron a manos de agentes de la policía en el Cerro Maravilla. La policía sabía que los individuos tratarían de sabotear unas antenas de comunicación localizadas en el cerro, ya que un agente encubierto de la policía acompañaba a los jóvenes los convenciera de subir al cerro. Durante una ceremonia pública ese mismo día, a Romero le proveyeron una nota sobre el incidente en Maravilla. Romero elogió la acción de la policía, llamándolo un acto heroico. Años después, a raíz de las investigaciones llevadas a cabo por el Senado de Puerto Rico, se supo que los jóvenes habían sido arrestados en el lugar y luego fueron asesinados. Se rumoreó que el entonces Gobernador había obstruido la justicia por no investigar el caso y algunos le atribuyeron conocimiento previo sobre lo que iba a ocurrir allí. Romero nunca fue acusado de delitos, pero las indagaciones conducidas por el Senado durante el segundo término de Romero afectaron su imagen y contribuyeron a su derrota en las elecciones de 1984.

## Otros incidentes
El 6 de febrero de 2008 (Súper Martes), Carlos Romero Barceló estuvo involucrado en un altercado en el Restaurante Pelayo en el Condado, San Juan, PR. CRB fue agredido por el empresario Raymond Molina, causándole traumas faciales y una hospitalización. La causa del altercado fue unos comentarios insultantes acerca del presidente George W. Bush que emitió Romero Barceló.

## Últimos años y fallecimiento
En los últimos años, sufrió muchas infecciones urinarias que le estaban acarreando numerosos problemas de salud. El 2 de mayo de 2021, falleció, rodeado de sus familiares.